# Seminario Evangélico de Puerto Rico
El Seminario Evangélico de Puerto Rico (SEPR) es un seminario protestante interdenominacional ubicado en San Juan, Puerto Rico, que ofrece estudios de grado en Maestría en Divinidad (MDiv), Maestría en Artes en Religión (MA) y Doctorado en Ministerio (DMin). Fue fundado el 11 de septiembre de 1919 por un grupo de instituciones teológicas e institutos bíblicos de las denominaciones protestantes que llegaron a Puerto Rico luego de la Guerra Hispano-Estadounidense. Este seminario está actualmente patrocinado por las Iglesias Bautistas de Puerto Rico, la Iglesia Evangélica Unida de Puerto Rico, el Sínodo del Caribe de las Iglesias Evangélicas Luteranas, la Iglesia Metodista de Puerto Rico, el Sínodo Presbiteriano Boriquén en Puerto Rico y la Iglesia Cristiana (Discípulos de Cristo) en Puerto Rico. El seminario ha mantenido sus enlaces con la Iglesia Unida de Cristo aun cuando la IEUPR los ha cortado con ella.
El SEPR está acreditado por la Association of Theological Schools (Asociación de Escuelas Teológicas de los Estados Unidos y Canadá), por el Consejo de Educación Superior de Puerto Rico y la Middle States Association of Colleges and Schools (Asociación de Escuelas y Colegios de los Estados Medios)

## Inicios
El Seminario Evangélico de Puerto Rico fue el resultado de la unión de cuatro instituciones teológicas: el Seminario Teológico Portorricense (presbiteriano), en Mayagüez; el Grace Conaway Institute (bautista), en Río Piedras; el Instituto Robinson (metodista), en Hatillo; y el Instituto Discípulos de Cristo, en Bayamón.  Veinticuatro estudiantes iniciaron los primeros pasos del Seminario el 11 de septiembre de 1919.
En 1930 el seminario adquirió el terreno que hoy ocupa y ya para 1935 todas las actividades se realizaban allí.

## Programas ofrecidos
El SEPR ofrece actualmente tres programas de postgrado: Maestría en Divinidad (MDiv), Maestría en Consejería en Familia, Pareja y Matrimonio (MAFPM) y Maestría en Artes en Religión (MA). Asimismo ofrece un Doctorado en Ministerio (DMin). El programa de Maestría en Artes en Religión empezó a ofrecerse en agosto de 1980.

## Otras membresías
El Seminario Evangélico de Puerto Rico es miembro fraternal del Consejo Latinoamericano de Iglesias (CLAI).